# 1506 год
1506 (ты́сяча пятьсо́т шесто́й) год  по юлианскому календарю — невисокосный год, начинающийся в четверг. Это 1506 год нашей эры, 6‑й год 1‑го десятилетия XVI века 2‑го тысячелетия, 7‑й год 1500‑х годов. Он закончился 519 лет назад.
| Пн | Вт | Ср | Чт | Пт | Сб | Вс |
|    |    |    | 1  | 2  | 3  | 4  |
| 5  | 6  | 7  | 8  | 9  | 10 | 11 |
| 12 | 13 | 14 | 15 | 16 | 17 | 18 |
| 19 | 20 | 21 | 22 | 23 | 24 | 25 |
| 26 | 27 | 28 | 29 | 30 | 31 |    |

| Пн | Вт | Ср | Чт | Пт | Сб | Вс |
|    |    |    |    |    |    | 1  |
| 2  | 3  | 4  | 5  | 6  | 7  | 8  |
| 9  | 10 | 11 | 12 | 13 | 14 | 15 |
| 16 | 17 | 18 | 19 | 20 | 21 | 22 |
| 23 | 24 | 25 | 26 | 27 | 28 |    |

| Пн | Вт | Ср | Чт | Пт | Сб | Вс |
|    |    |    |    |    |    | 1  |
| 2  | 3  | 4  | 5  | 6  | 7  | 8  |
| 9  | 10 | 11 | 12 | 13 | 14 | 15 |
| 16 | 17 | 18 | 19 | 20 | 21 | 22 |
| 23 | 24 | 25 | 26 | 27 | 28 | 29 |
| 30 | 31 |    |    |    |    |    |

| Пн | Вт | Ср | Чт | Пт | Сб | Вс |
|    |    | 1  | 2  | 3  | 4  | 5  |
| 6  | 7  | 8  | 9  | 10 | 11 | 12 |
| 13 | 14 | 15 | 16 | 17 | 18 | 19 |
| 20 | 21 | 22 | 23 | 24 | 25 | 26 |
| 27 | 28 | 29 | 30 |    |    |    |

| Пн | Вт | Ср | Чт | Пт | Сб | Вс |
|    |    |    |    | 1  | 2  | 3  |
| 4  | 5  | 6  | 7  | 8  | 9  | 10 |
| 11 | 12 | 13 | 14 | 15 | 16 | 17 |
| 18 | 19 | 20 | 21 | 22 | 23 | 24 |
| 25 | 26 | 27 | 28 | 29 | 30 | 31 |

| Пн | Вт | Ср | Чт | Пт | Сб | Вс |
| 1  | 2  | 3  | 4  | 5  | 6  | 7  |
| 8  | 9  | 10 | 11 | 12 | 13 | 14 |
| 15 | 16 | 17 | 18 | 19 | 20 | 21 |
| 22 | 23 | 24 | 25 | 26 | 27 | 28 |
| 29 | 30 |    |    |    |    |    |

| Пн | Вт | Ср | Чт | Пт | Сб | Вс |
|    |    | 1  | 2  | 3  | 4  | 5  |
| 6  | 7  | 8  | 9  | 10 | 11 | 12 |
| 13 | 14 | 15 | 16 | 17 | 18 | 19 |
| 20 | 21 | 22 | 23 | 24 | 25 | 26 |
| 27 | 28 | 29 | 30 | 31 |    |    |

| Пн | Вт | Ср | Чт | Пт | Сб | Вс |
|    |    |    |    |    | 1  | 2  |
| 3  | 4  | 5  | 6  | 7  | 8  | 9  |
| 10 | 11 | 12 | 13 | 14 | 15 | 16 |
| 17 | 18 | 19 | 20 | 21 | 22 | 23 |
| 24 | 25 | 26 | 27 | 28 | 29 | 30 |
| 31 |    |    |    |    |    |    |

| Пн | Вт | Ср | Чт | Пт | Сб | Вс |
|    | 1  | 2  | 3  | 4  | 5  | 6  |
| 7  | 8  | 9  | 10 | 11 | 12 | 13 |
| 14 | 15 | 16 | 17 | 18 | 19 | 20 |
| 21 | 22 | 23 | 24 | 25 | 26 | 27 |
| 28 | 29 | 30 |    |    |    |    |

| Пн | Вт | Ср | Чт | Пт | Сб | Вс |
|    |    |    | 1  | 2  | 3  | 4  |
| 5  | 6  | 7  | 8  | 9  | 10 | 11 |
| 12 | 13 | 14 | 15 | 16 | 17 | 18 |
| 19 | 20 | 21 | 22 | 23 | 24 | 25 |
| 26 | 27 | 28 | 29 | 30 | 31 |    |

| Пн | Вт | Ср | Чт | Пт | Сб | Вс |
|    |    |    |    |    |    | 1  |
| 2  | 3  | 4  | 5  | 6  | 7  | 8  |
| 9  | 10 | 11 | 12 | 13 | 14 | 15 |
| 16 | 17 | 18 | 19 | 20 | 21 | 22 |
| 23 | 24 | 25 | 26 | 27 | 28 | 29 |
| 30 |    |    |    |    |    |    |

| Пн | Вт | Ср | Чт | Пт | Сб | Вс |
|    | 1  | 2  | 3  | 4  | 5  | 6  |
| 7  | 8  | 9  | 10 | 11 | 12 | 13 |
| 14 | 15 | 16 | 17 | 18 | 19 | 20 |
| 21 | 22 | 23 | 24 | 25 | 26 | 27 |
| 28 | 29 | 30 | 31 |    |    |    |

## События
- 1493—1593 — Столетняя хорватско-османская война. Серия вооружённых конфликтов между Королевством Хорватия и Османской империей[1].
- 1501—1512 — Датско-шведская война[2].
- 1505—1517 — Португало-египетская война. Военный конфликт между Мамлюкским Египтом и колониалистской Португалией за господство в Индийском океане[3].
  - Март — битва при Каннануре[4].
- 22 января — Папой Римским Юлием II создана Швейцарская гвардия из швейцарских гвардейцев.
- 18 апреля — основание Собора Святого Петра.
- 19—21 апреля — Лиссабонский погром. Массовое убийство иудеев и марранов в Португалии, устроенное католиками в Лиссабоне.
- 6 августа (по другим данным 05) — литовцы победили крымских татар в Клецкой битве[5]
- Сигизмунд I Старый, после смерти брата Александра Ягеллончика, избран панами-радой на престол ВКЛ, а затем, несмотря на мнение малопольских сенаторов и польским королём[6].
- Народное восстание в Генуе против французов и местного патрициата, которые изгнаны из города.
- Португальцы захватили остров Сокотру, у входа в Аденский залив.
- Португальцы присоединяют остров Тристан-да-Кунья.
- Крымское ханство совершило крупные набеги на Волынь, Подолье и Киевское княжество[7].
- Ок. 1506  — Максим Грек удалился на Афон, принял постриг в монастыре Ватопед, где имелись богатые книжные собрания. Монашество сочетал с учёными трудами и литургическим творчеством[8].
- Вспышка эпидемии чумы в Венеции[9].

## Русское государство
Правление: 1505—1533 — Василий III Иванович
- 1505—1507 — русско-казанская война[10].
  - Апрель — Василий III собирает войско для похода на Казань[11].
  - 22 мая — судовая рать под командованием брата великого князя Дмитрия Жилки и конная рать под командованием Александра Владимировича Ростовского осаждают Казань[11].
  - 22 июня — новый неудачный штурм Казани[12].
  - Конец июня — русское войско терпят серьёзное поражение под Казанью и уходят к Нижнему Новгороду[11][13].
  - Отряд русского войска под командованием татарского царевича Джаная и воеводы Фёдора Михайловича Киселёва пошёл к Мурому, где был настигнут на дороге казанцами, но отбил их нападение и благополучно достиг Мурома[12].
- 1506—1507 — Василий III Иванович пересматривал жалованные грамоты монастырям. Подтверждались главным образом те грамоты, которые не содержали освобождение от податей, аннулировались статьи освобождавшие от ряда платежей (яма, мыта, тамги и др.). Ограничивались льготы митрополичьего дома[10].
- 25 января (по другим данным 23) — Василий III выдаёт свою сестру Евдокию Ивановну за крещённого в 1505 году казанского царевича Петра (Кудайкул)[11].
- 1 августа — из Крымского ханства возвращается посол Василий Наумов, отправленный в 1505 году к хану Менгли-Гирею с сообщением о кончине Ивана III и вступлении на престол Василия III. Посол вернулся привезя с собой "шертные" (присяжными) грамотами на верность великому князю и Государю[11].
- Конец августа — Василий III посылает посла Ивана Кобяка в Польшу проведать свою овдовевший сестру королеву польскую Елену Ивановну, которая была супругой великого литовского и польского короля Александра Казимировича (ум. 1506)[11].
- Обмен посольствами с императором Священной Римской империи[10].
- Василий III ужесточает условия содержания своего племянника Дмитрия Ивановича Внука и приказывает заковать его "в железа"[11].
- Пожалованы окольничеством: Заболоцкий Константин Григорьевич, Ушатый Константин Фёдорович[14].
- Пожалованы боярством: Шуйский Василий Васильевич, Давыдов Григорий Фёдорович (ум. 1518), Одоевский Василий Семёнович (ум. 1534), Сабуров Юрий Константинович (ум. 1512)[14].
- На службу великому князю выехали родоначальники дворянских родов: Ермоловы и Плюсковы[15].

### Города и поселения
- Первое упоминание о городе Покрове Владимирской области, тогда — «монастырь Покровской Антониевой пустыни».
- В связи с переходом в 1500 году Бельского Семёна Ивановича на русскую службу и последовавшей русско-литовской войны 1500-1503 годов, в г. Белый построена крепость (см. 1508 год)[16].

## Начало правления
См. также: Список глав государств в 1506 году
- 1506—1548 — великий князь Великого княжества Литовского (с 20 октября) и король Польши (с 8 декабря) Сигизмунд I Старый (коронован в 1507)[6].
- 1506—ок.1543 — Царь Конго Мвемба-Нзинга (Альфонсо I).
- 1506—1521 — власть в Китае находится в руках евнухов («восьми тигров»).

## Культура
- 14 января — найдена скульптурная группа Лаокоон и его сыновья.
- Рафаэлло Санти посещал Урбино.
- Исмаил I написал поэму «Дех-наме»[17].
- Рафаэль Санти закончил писать свой известный автопортрет.

## Наука
- Николай Коперник начал свой основной труд «О вращении небесных сфер».

## Родились

Изображение Франциска Ксаверия.

- 7 апреля — Франциск Ксаверий, католический миссионер.
- 13 апреля — Фавр, Пьер Эмиль Лазар, деятель католической контрреформации.
- 1 июля — Людовик II, последний король Чехии и Венгрии с 1516 года, из династии Ягеллонов. Погиб в Мохачском сражении.
- Ахмед ибн Ибрагим аль-Гази — правитель мусульманского султаната Адал, расположенного на территории нынешних Сомали и Джибути, известный военачальник, один из главных участников Адало-эфиопской войны.

## Скончались

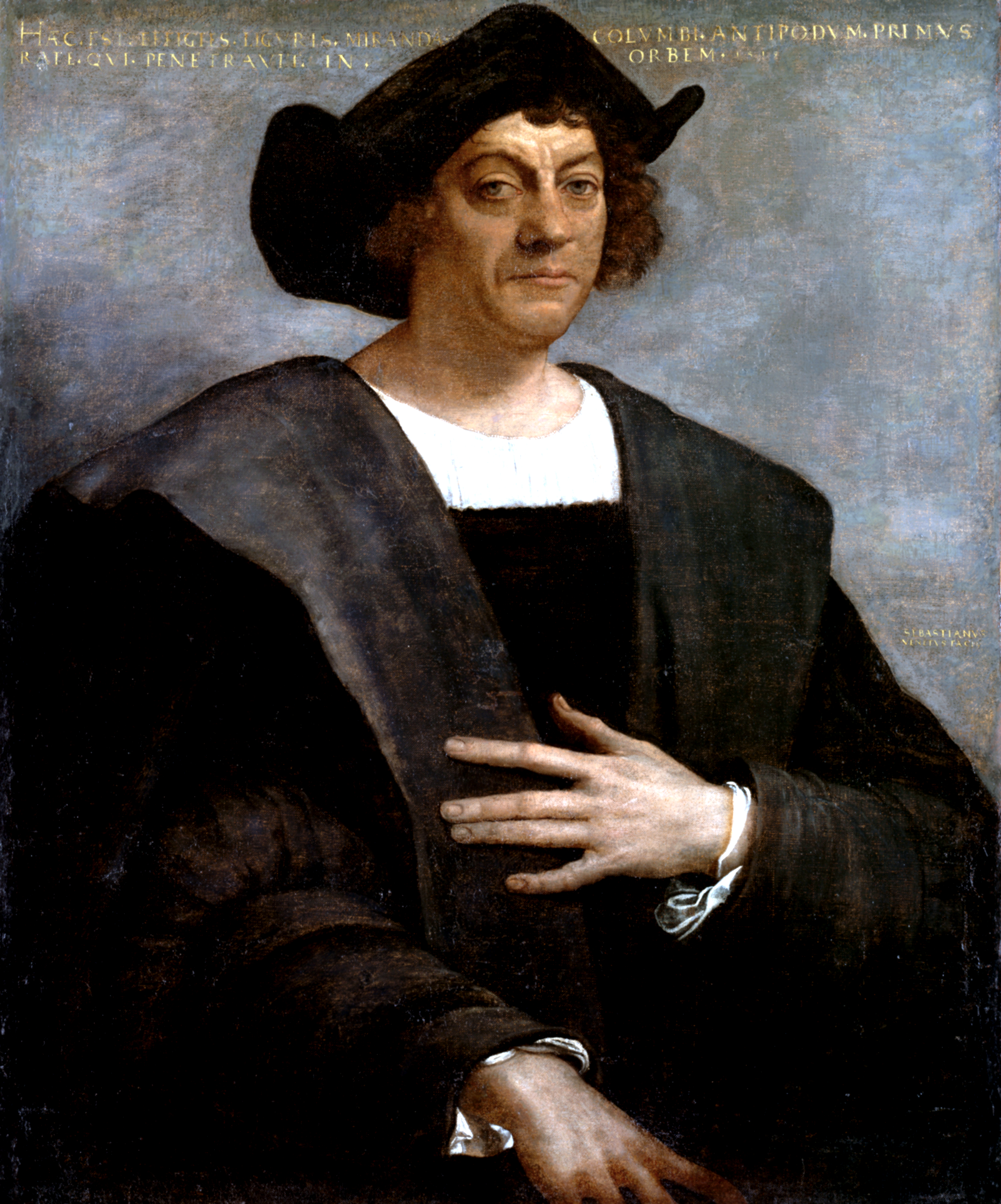
Изображение Христофора Колумба.

- 4 мая — Хусейн Байкара, правитель Хорасана.
- 20 мая — Христофор Колумб, испанский мореплаватель.
- 26 июля — Анна де Фуа, королева Венгрии (коронация 29 сентября 1502 года в Секешфехерварe) и королева Чехии (коронации не было) с 29 сентября 1502 года.
- 15 августа — Агрикола, Александр, франко-фламандский композитор эпохи Возрождения.
- 19 августа — Александр Ягеллон, великий князь литовский с 20 июля 1492 (провозглашение избрания 25 октября 1501), король польский с 12 декабря 1501[5].
- 13 сентября — Мантенья, Андреа, итальянский художник, представитель падуанской школы живописи. В отличие от большинства других классиков итальянского Ренессанса, писал в жёсткой и резкой манере.
- 25 сентября — Филипп IV, король Кастилии.